# Naganohara
Naganohara (長野原町 Naganohara-machi?) es un pueblo en la prefectura de Gunma, Japón, localizado en la parte central de la isla de Honshū, en la región de Kantō. El 1 de marzo de 2021 tenía una población estimada de 5026 habitantes y una densidad de población de 38 personas por km².

## Geografía
Naganohara se encuentra en la parte noroeste de la prefectura de Gunma, la mayor parte del área se encuentra a más de 500 metros sobre el nivel del mar. Limita con la ciudad de Takasaki, los pueblos de Higashiagatsuma, Nakanojō y Kusatsu, y la villa Tsumagoi, así como con el pueblo de Karuizawa en la prefectura de Nagano.

## Historia
Durante el período Edo, el área era parte del territorio hatamoto administrado dentro de la provincia de Kōzuke. El pueblo de Naganohara fue creado dentro del distrito de Agatsuma el 1 de abril de 1889.

## Demografía
Según los datos del censo japonés, la población de Naganohara ha disminuido en los últimos 70 años.
| Gráfica de evolución demográfica de Naganohara entre 1940 y 2015 |
|                                                                  |
| Oficina de Estadística de Japón                                  |